# Nataša Dekanová
Nataša Dekanová, coniugata Lichnerová (Bratislava, 30 agosto 1949), è un'ex cestista cecoslovacca.

## Carriera
Con la Cecoslovacchia ha disputato i Campionati europei del 1970 e i Campionati mondiali del 1971.